# Raquel Kops-Jones
Raquel Kops-Jones, coniugata Atawo (Fresno, 8 dicembre 1982), è un'ex tennista statunitense.

## Carriera
Ha debuttato tra i professionisti nel 2000, all'età di 17 anni, in un torneo ITF a Boca Raton.
Il suo miglior risultato in doppio in un torneo dello Slam è stato raggiunto ai quarti di finale agli US Open 2008, in coppia con Abigail Spears.
Al Torneo di Wimbledon 2012 ha raggiunto i quarti di finale insieme ad Abigail Spears, dove hanno perso dalle sorelle Williams.
Ha vinto in carriera dodici tornei di doppio.
Agli Australian Open 2014, raggiunge la prima semifinale Slam insieme ad Abigail Spears, perdendo dalla coppia russa formata da Ekaterina Makarova ed Elena Vesnina.

## Statistiche

### Doppio

#### Vittorie (18)
| Legenda: Prima del 2009 | Legenda: Dal 2009     |
| ----------------------- | --------------------- |
| Grande Slam (0)         |                       |
| WTA Finals (0)          |                       |
| Tier I (0)              | Premier Mandatory (0) |
| Tier II (0)             | Premier 5 (2)         |
| Tier III (1)            | Premier (9)           |
| Tier IV (0)             | International (6)     |

| N.  | Data              | Torneo                                   | Superficie      | Compagna              | Avversarie                        | Punteggio           |
| 1.  | 4 novembre 2007   | Bell Challenge, Québec City              | Sintetico (i)   | Christina Fusano      | Stéphanie Dubois Renata Voráčová  | 6-3, 7-6(6)         |
| 2.  | 10 maggio 2009    | Estoril Open, Oeiras                     | Terra rossa     | Abigail Spears        | Sharon Fichman Katalin Marosi     | 2-6, 6-3, [10–5]    |
| 3.  | 23 maggio 2009    | Warsaw Open, Varsavia                    | Terra rossa     | Bethanie Mattek-Sands | Yan Zi Zheng Jie                  | 6-1, 6-1            |
| 4.  | 18 settembre 2011 | Bell Challenge, Québec City (2)          | Sintetico (i)   | Abigail Spears        | Jamie Hampton Anna Tatišvili      | 6-1, 3-6, [10-6]    |
| 5.  | 23 luglio 2012    | Mercury Insurance Open, Carlsbad         | Cemento         | Abigail Spears        | Vania King Nadia Petrova          | 6-2, 6-4            |
| 6.  | 23 settembre 2012 | Hansol Korea Open, Seul                  | Cemento         | Abigail Spears        | Akgul Amanmuradova Vania King     | 2-6, 6-2, [10-8]    |
| 7.  | 29 settembre 2012 | Toray Pan Pacific Open, Tokyo            | Cemento         | Abigail Spears        | Anna-Lena Grönefeld Květa Peschke | 6-1, 6-4            |
| 8.  | 14 ottobre 2012   | HP Open, Osaka                           | Cemento         | Abigail Spears        | Kimiko Date-Krumm Heather Watson  | 6-1, 6-4            |
| 9.  | 28 luglio 2013    | Bank of the West Classic, Stanford       | Cemento         | Abigail Spears        | Julia Görges Darija Jurak         | 6-2, 7-6(4)         |
| 10. | 4 agosto 2013     | Southern California Open, Carlsbad (2)   | Cemento         | Abigail Spears        | Chan Hao-ching Janette Husárová   | 6-4, 6-1            |
| 11. | 15 giugno 2014    | AEGON Classic, Birmingham                | Erba            | Abigail Spears        | Ashleigh Barty Casey Dellacqua    | 7-6(1), 6-1         |
| 12. | 17 agosto 2014    | Western & Southern Open, Cincinnati      | Cemento         | Abigail Spears        | Tímea Babos Kristina Mladenovic   | 6-1, 2-0 rit.       |
| 13. | 28 febbraio 2015  | Qatar Ladies Open, Doha                  | Cemento         | Abigail Spears        | Hsieh Su-wei Sania Mirza          | 6-4, 6-4            |
| 14. | 14 giugno 2015    | Nottingham Open, Nottingham              | Erba            | Abigail Spears        | Jocelyn Rae Anna Smith            | 3-6, 6-3, [11-9]    |
| 15. | 18 ottobre 2015   | Generali Ladies Linz, Linz               | Cemento (i)     | Abigail Spears        | Andrea Hlaváčková Lucie Hradecká  | 6-3, 7-5            |
| 16. | 24 luglio 2016    | Bank of the West Classic, Stanford (2)   | Cemento         | Abigail Spears        | Darija Jurak Anastasija Rodionova | 6-3, 6-4            |
| 17. | 30 aprile 2017    | Porsche Tennis Grand Prix, Stoccarda     | Terra rossa (i) | Jeļena Ostapenko      | Abigail Spears Katarina Srebotnik | 6-4, 6-4            |
| 18. | 29 aprile 2018    | Porsche Tennis Grand Prix, Stoccarda (2) | Terra rossa (i) | Anna-Lena Grönefeld   | Nicole Melichar Květa Peschke     | 6-4, 6(5)-7, [10-5] |

#### Sconfitte (8)
| Legenda               |
| --------------------- |
| Grande Slam (0)       |
| WTA Finals (0)        |
| Premier Mandatory (0) |
| Premier 5 (1)         |
| Premier (4)           |
| International (3)     |

| N. | Data              | Torneo                            | Superficie  | Compagna            | Avversarie in finale                          | Punteggio        |
| 1. | 14 giugno 2009    | AEGON Classic, Birmingham         | Erba        | Abigail Spears      | Cara Black Liezel Huber                       | 1-6, 4-6         |
| 2. | 7 agosto 2011     | San Diego Open, San Diego         | Cemento     | Abigail Spears      | Květa Peschke Katarina Srebotnik              | 0-6, 2-6         |
| 3. | 7 gennaio 2012    | Brisbane International, Brisbane  | Cemento     | Abigail Spears      | Nuria Llagostera Vives Arantxa Parra Santonja | 6(2)-7, 6(2)-7   |
| 4. | 19 febbraio 2012  | Qatar Ladies Open, Doha           | Cemento     | Abigail Spears      | Liezel Huber Lisa Raymond                     | 3-6, 1-6         |
| 5. | 22 settembre 2013 | Hansol Korea Open, Seul           | Cemento     | Abigail Spears      | Chan Chin-wei Xu Yifan                        | 5-7, 3-6         |
| 6. | 22 febbraio 2014  | Dubai Tennis Championships, Dubai | Cemento     | Abigail Spears      | Alla Kudrjavceva Anastasija Rodionova         | 2-6, 7-5, [8-10] |
| 7. | 16 gennaio 2015   | Apia International Sydney, Sydney | Cemento     | Abigail Spears      | Bethanie Mattek-Sands Sania Mirza             | 3-6, 3-6         |
| 8. | 14 ottobre 2018   | Upper Austria Ladies Linz, Linz   | Cemento (i) | Anna-Lena Grönefeld | Kirsten Flipkens Johanna Larsson              | 6-4, 4-6, [5-10] |